# Rio Chici
O Rio Chici é um rio da Romênia, afluente do Canaraua Fetei, localizado no distrito de Constanţa.